# Lobelia pratioides
Lobelia pratioides är en klockväxtart som beskrevs av George Bentham. Lobelia pratioides ingår i släktet lobelior, och familjen klockväxter. Inga underarter finns listade i Catalogue of Life.